# Eurobradysia acicularis
Eurobradysia acicularis är en tvåvingeart som beskrevs av Franz Lengersdorf 1930. Eurobradysia acicularis ingår i släktet Eurobradysia och familjen sorgmyggor. Inga underarter finns listade i Catalogue of Life.